# Ion Cantacuzino
Ioan Cantacuzino (cunoscut și ca Ion Cantacuzino, n. 25 noiembrie 1863, București – d. 14 ianuarie 1934, București) a fost un medic și microbiolog român, fondator al școlii românești de imunologie și patologie experimentală. A fost profesor universitar și membru al Academiei Române.

## Biografie
Ion Cantacuzino urmează atât studiile liceale (Liceul Louis-le-Grand), cât și cele superioare (filosofie, 1882 - 1886, științe naturale, 1886 - 1891 și medicină, 1887 - 1894) la Paris.  În 1895 obține titlul de Doctor în medicină cu teza: "Recherches sur le mode de destruction du vibrion cholérique dans l'organisme" (în limba română, "Cercetări asupra modului de distrugere a vibrionului holeric în organism").  După terminarea studiilor, lucrează în Institutul Pasteur din Paris ca asistent al lui Ilia Mecinikov în domeniul mecanismelor imunitare ale organismului.
Întors în țară, este numit profesor de Medicină experimentală la Facultatea de Medicină din București (1901) și Director general al Serviciului Sanitar din România (1907). Vocația sa de fondator și organizator a fost demonstrată prin înființarea unor instituții ca "Institutul de Seruri și Vaccinuri" (1921), care astăzi îi poartă numele, a Laboratorului de "Medicină  Experimentală" (1901) din cadrul Facultății de Medicină, precum și a unor reviste de specialitate, "Revista Științelor Medicale" (1905), "Annales de Biologie" (1911) și "Archives roumaines de pathologie expérimentale et de microbiologie".
Un colaborator al lui Constantin Stere, Cantacuzino a fost adept al poporanismului și discipol al lui Constantin Dobrogeanu-Gherea.

## Activitatea științifică
Ion Cantacuzino a desfășurat o bogată activitate de cercetare privind vibrionul holeric și vaccinarea antiholerică, imunizarea activă împotriva dizenteriei și febrei tifoide, etiologia și patologia scarlatinei.  Începând cu anul 1896 publică lucrări despre sistemele și funcțiile fagocitare în regnul animal și despre rolul fenomenelor electrofiziologice în mecanismele imunitare.  Pe baza cercetărilor sale privind vibrionul holeric, Cantacuzino a pus la punct o metodă de vaccinare antiholerică, numită "Metoda Cantacuzino", metodă folosită și astăzi în țările unde se mai semnalează cazuri de holeră.  Datorită lui Ion Cantacuzino, România a fost a doua țară din lume, după Franța, care a introdus în 1926 vaccinul BCG ("Bacilul Calmette-Guérin"), având germeni cu virulență atenuată, pentru vaccinarea profilactică a nou-născuților împotriva tuberculozei. Ion Cantacuzino a fost un remarcabil organizator al campaniilor antiepidemice, calitate pe care a demonstrat-o în combaterea epidemiei de tifos exantematic și holerei în timpul primului război mondial și în campania antimalarică.
În 1900, în toiul cercetărilor mondiale pentru stabilirea mecanismului de stimulare al eritropoiezei, I. Cantacuzino propune ca stimul principal produșii de hemoliză și anticorpii anti-eritrocitari. Ajunge la această concluzie prin injectarea de eritrocite alogene la iepuri, ce a determinat formarea de anticorpi anti-eritrocitari. Serul acestor iepuri a fost ulterior injectat la cobai, constatând creșterea producției de hematii la aceștia. Totuși, teoria nu explică modul în care e stimulată eritropoieza în cazul hemoragiilor externe.
Ion Cantacuzino a fost membru titular al Academiei Române din anul 1925, membru în Comitetul de Igienă al Ligii Națiunilor, al societăților de Biologie, de Patologie Exotică și al Academiei de Științe din Paris. Numeroase universități i-au acordat titlul de Doctor honoris causa, Lyon (1922), Bruxelles (1924), Montpellier (1930), Atena (1932) și Bordeaux (1934).

## Prețuirea lui Ion Cantacuzino
- Hommage a la mémoire du professeur Jean Cantacuzene, Ed. Masson & Cie, 1934;
- Institutul Național de Cercetare-Dezvoltare Medico-Militară „Cantacuzino” poartă numele savantului Ion Cantacuzino.

### Numismatică
- Banca Națională a României a pus în circulație, la 25 noiembrie 2013, în atenția colecționarilor, un set de două monede de argint, pentru sărbătorirea a 150 de ani de la nașterea savanților Ion Cantacuzino și Gheorghe Marinescu. Fiecare monedă are valoarea nominală de 10 lei. Monedele sunt rotunde, au cantul zimțat, au diametrul de 37 mm, iar greutatea de 31,103 g. Titlul aliajului este de 999‰. Întregul tiraj de câte 500 de exemplare al setului de monede a fost emis de calitate proof.[5]